# Paul Tholey
Paul Tholey (St. Wendel, 1937. március 14. – St. Wendel, 1998. december 7.) német pszichológiaprofesszor a gestaltpszichológia követője, és a sporttudományok professzora volt.
Paul Tholey annak érdekében kezdte el oneirológiával kapcsolatos tanulmányait, hogy bebizonyítsa, színesen álmodunk. Az álmokkal kapcsolatos emlékek megbízhatatlanságát figyelembe véve, a kritikai realizmust követve a tudatos álmodást, mint ismeretelméleti módszert alkalmazta az álmok vizsgálatához, Stephen LaBerge-hez hasonlóan. Kifejlesztette a valóságteszt módszerét tudatos álmok létrehozására, amelynek lényege, hogy ébrenlét alatt naponta többször ellenőrizzük, hogy álmodunk-e, annak érdekében hogy ez szokássá rögzüljön és álmunkban is megtörténjen.
Élete során dolgozott professzorként Frankfurtban a Johann Wolfgang Goethe Egyetem Pszichológiai Intézményében, majd később sportprofesszorként a Braunschweigi Műszaki Egyetemen.

## Munkássága
Paul Tholey kutatásai kiterjedtek az álmodók és álomfiguráik kognitív képességeinek vizsgálatára. Későbbi tanulmányai során kilenc gyakorlott tudatos álmodót kért meg arra, hogy tudatos álmaik során álomfiguráikkal matematikai és szóbeli feladatokat végeztessenek el. Azok az álomfigurák, amelyek beleegyeztek az álombeli kísérletek elvégzésébe, sikeresebbnek bizonyultak a szóbeli feladatok során.

## Magyarul
- Paul Tholey–Kaleb Utecht: Alkotó álom. Hogyan használjuk álmainkat a mindennapi életben? Álomkontroll; ford. Hajós Gabriella; Bioenergetic, Bp., 1991